# Élections cantonales de 1919 dans la Mayenne
Les élections cantonales françaises de 1919 ont eu lieu le 14 et 21 décembre 1919.

## Analyse
Les Républicains gagnent trois sièges, ceux d’Argentré, de Cossë-le-Vivien et de Gorron. Ils perdent celui de Lassay (où l'élection est contestée). Les Républicains disposent au Conseil général de 16 voix contre 11.

## Assemblée départementale élue
| Tendance                     | Parti                   | Sigle           | Élus en 1919 | Élus en 1920 | Élus en 1921 | Élus en 1922 |
| ---------------------------- | ----------------------- | --------------- | ------------ | ------------ | ------------ | ------------ |
| Gauche                       |                         |                 |              |              |              |              |
| Républicain                  | Radical-socialiste      | Rad-Soc         | 1            | 1            | 1            | 1            |
| Modérés                      |                         |                 |              |              |              |              |
| Républicain                  | Républicain de Gauche   | Rép.G           | 4            | 4            | 5            | 5            |
| Républicain                  | Radical indépendant     | Rad.ind         | 8            | 8            | 7            | 6            |
| Droite républicaine          |                         |                 |              |              |              |              |
| Républicain                  | Fédération républicaine | Rép. ERD-gauche | 3            | 3            | 5            | 6            |
| Opposition de droite         | Fédération républicaine | Rép. ERD-droite | 4-           | 4-           | 5            | 5            |
| Conservateur                 |                         |                 |              |              |              |              |
| Opposition de droite         | Conservateur            | Conserv.        | 6            | 6            | 4            | 4            |
| Président du conseil général |                         |                 |              |              |              |              |
| Gustave Denis                |                         |                 |              |              |              |              |

## Composition
La première séance du conseil général organisée le 5 janvier 1920 est l'objet d'incidents à la suite de la situation politique qui a vu remporter la Liste Nationale et Républicaine avec l'élection de Guy de Montjou par rapport à Jean Chaulin-Servinière, et à la situation après élections aux cantonales dans le Canton de Lassay-les-Châteaux. Guy de Montjou n'a pas été convoqué. Il s'ensuit un départ en séance des élus de l'opposition de droite et des élus légitimistes.

### Le président
Le président est Gustave Denis, réélu président le 5 janvier 1920.

### Les vice-présidents
Le 5 janvier 1920 les vice-présidences sont ainsi distribuées :
- Jean Chaulin-Servinièrer, 1er vice-président ;
- Charles Gandon, 2e vice-président.

### Les secrétaires
- Alphonse Janvier
- Constant Jouis

## Résultats pour le conseil général

### Arrondissement de Laval

#### Canton d'Argentré
|                                                                                    | François Brisard            | Rép.ERD-gauche | 740   |  |  |  |
|                                                                                    | Edmond Gaultier de Vaucenay | Conserv.       | 371   |  |  |  |
|                                                                                    |                             |                |       |  |  |  |
| Inscrits                                                                           | Inscrits                    | Inscrits       | 1 795 |  |  |  |
| Votants                                                                            | Votants                     | Votants        | 1 201 |  |  |  |
| Exprimés                                                                           |                             |                |       |  |  |  |
| En remplacement du siège laissé vacant par le décès d'Edmond Gaultier de Vaucenay. |                             |                |       |  |  |  |

#### Canton de Chailland
|                                                                         | Constant Jouis * | Rad. ind. | 2121 |  |  |  |
|                                                                         |                  |           |      |  |  |  |
| Inscrits                                                                | Inscrits         | Inscrits  | 3458 |  |  |  |
| Votants                                                                 | Votants          | Votants   | 2555 |  |  |  |
| Exprimés                                                                |                  |           |      |  |  |  |
| En remplacement du siège laissé vacant par le décès d'Alfred Dominique. |                  |           |      |  |  |  |

#### Canton d'Evron
|                      | Henri Cavellet de Beaumont * | Rad. ind. | 1 044 |  |  |  |
|                      | Carel                        | Rép.ERD   | 786   |  |  |  |
|                      |                              |           |       |  |  |  |
| Inscrits             | Inscrits                     | Inscrits  | 2 195 |  |  |  |
| Votants              | Votants                      | Votants   | 2 003 |  |  |  |
| Exprimés             |                              |           |       |  |  |  |
| * Conseiller sortant |                              |           |       |  |  |  |

#### Canton de Laval-Est
|                                                                  | Eugène Jamin ** | Rép.ERD-gauche | 1 420 |  |  |  |
|                                                                  | André Le Marié  | Conserv.       | 1 162 |  |  |  |
|                                                                  |                 |                |       |  |  |  |
| Inscrits                                                         |                 |                |       |  |  |  |
| Votants                                                          |                 |                |       |  |  |  |
| Exprimés                                                         |                 |                |       |  |  |  |
| ** En remplacement de Victor Boissel, conseiller sortant décédé. |                 |                |       |  |  |  |

#### Canton de Laval-Ouest
| Candidats             | Candidats          | Étiquette         | Premier tour | Premier tour | Deuxième tour | Deuxième tour |
| Candidats             | Candidats          | Étiquette         | Voix         | %            | Voix          | %             |
| --------------------- | ------------------ | ----------------- | ------------ | ------------ | ------------- | ------------- |
|                       | Christian d'Elva * | Conserv. (Rallié) | 2 113        |              |               |               |
|                       |                    |                   |              |              |               |               |
| Inscrits              | Inscrits           | Inscrits          | 4 914        |              |               |               |
| Votants               | Votants            | Votants           | 2 891        |              |               |               |
| Exprimés              |                    |                   |              |              |               |               |
| * Conseiller sortant. |                    |                   |              |              |               |               |

#### Canton de Loiron
|                      | Louis Tréton de Vaujuas-Langan * | Conserv. | 1368 |  |  |  |
|                      | Saminn-Guichard                  | Rép.ERD  | 863  |  |  |  |
|                      |                                  |          |      |  |  |  |
| Inscrits             | Inscrits                         | Inscrits | 3597 |  |  |  |
| Votants              | Votants                          | Votants  | 2535 |  |  |  |
| Exprimés             |                                  |          |      |  |  |  |
| * Conseiller sortant |                                  |          |      |  |  |  |

#### Canton de Meslay-du-Maine
|                      | Camille Lemonnier de Lorière * | Légitimiste | 1363  |  |  |  |
|                      |                                |             |       |  |  |  |
| Inscrits             |                                |             |       |  |  |  |
| Votants              | Votants                        | Votants     | 1 739 |  |  |  |
| Exprimés             |                                |             |       |  |  |  |
| * Conseiller sortant |                                |             |       |  |  |  |

#### Canton de Montsûrs
|                      | Léon Bouëssé * | Rép.ERD-droite | 920 |  |  |  |
|                      |                |                |     |  |  |  |
| Inscrits             |                |                |     |  |  |  |
| Votants              |                |                |     |  |  |  |
| Exprimés             |                |                |     |  |  |  |
| * Conseiller sortant |                |                |     |  |  |  |

#### Canton de Sainte-Suzanne
|                                                                           | Édouard Schmitt ** | Rép. de G. | 1266 |  |  |  |
|                                                                           |                    |            |      |  |  |  |
| Inscrits                                                                  |                    |            |      |  |  |  |
| Votants                                                                   |                    |            |      |  |  |  |
| Exprimés                                                                  |                    |            |      |  |  |  |
| ** En remplacement du siège laissé vacant par le décès de François Ribay. |                    |            |      |  |  |  |

### Arrondissement de Château-Gontier

#### Canton de Bierné
|                      | Louis-Marie de Quatrebarbes * | Conserv. | 941   |  |  |  |
|                      |                               |          |       |  |  |  |
| Inscrits             | Inscrits                      | Inscrits | 1 946 |  |  |  |
| Votants              | Votants                       | Votants  | 1 315 |  |  |  |
| Exprimés             |                               |          |       |  |  |  |
| * Conseiller sortant |                               |          |       |  |  |  |

#### Canton de Château-Gontier
|                      | Jacques Duboys-Fresney * | Rép.ERD-droite | 2 131 |  |  |  |
|                      |                          |                |       |  |  |  |
| Inscrits             | Inscrits                 | Inscrits       | 3 718 |  |  |  |
| Votants              | Votants                  | Votants        | 2 796 |  |  |  |
| Exprimés             |                          |                |       |  |  |  |
| * Conseiller sortant |                          |                |       |  |  |  |

#### Canton de Cossé-le-Vivien
|                      | Léonard Rocheron      | Rép. de G. | 1059 |  |  |  |
|                      | Jules-Marie Richard * | Conserv.   | 739  |  |  |  |
|                      |                       |            |      |  |  |  |
| Inscrits             | Inscrits              | Inscrits   | 2683 |  |  |  |
| Votants              | Votants               | Votants    | 1942 |  |  |  |
| Exprimés             |                       |            |      |  |  |  |
| * Conseiller sortant |                       |            |      |  |  |  |

#### Canton de Craon
|                      | Dr Auguste Morillon * | Conserv. | 1552 |  |  |  |
|                      |                       |          |      |  |  |  |
| Inscrits             | Inscrits              | Inscrits | 3209 |  |  |  |
| Votants              | Votants               | Votants  | 2081 |  |  |  |
| Exprimés             |                       |          |      |  |  |  |
| * Conseiller sortant |                       |          |      |  |  |  |

#### Canton de Grez-en-Bouère
| Candidats            | Candidats                    | Étiquette | Premier tour | Premier tour | Deuxième tour | Deuxième tour |
| Candidats            | Candidats                    | Étiquette | Voix         | %            | Voix          | %             |
| -------------------- | ---------------------------- | --------- | ------------ | ------------ | ------------- | ------------- |
|                      | Charles Gandon père *        | Rad. ind. | 1099         |              |               |               |
|                      | Prince de la Tour d'Auvergne | Conserv.  | 509          |              |               |               |
|                      |                              |           |              |              |               |               |
| Inscrits             | Inscrits                     | Inscrits  | 2 486        |              |               |               |
| Votants              | Votants                      | Votants   | 1 735        |              | '             |               |
| Exprimés             |                              |           |              |              |               |               |
| * Conseiller sortant |                              |           |              |              |               |               |

#### Canton de Saint-Aignan-sur-Roë
| Candidats            | Candidats          | Étiquette      | Premier tour | Premier tour | Deuxième tour | Deuxième tour |
| Candidats            | Candidats          | Étiquette      | Voix         | %            | Voix          | %             |
| -------------------- | ------------------ | -------------- | ------------ | ------------ | ------------- | ------------- |
|                      | Dr Victor Jallot * | Rép.ERD-droite | 1 609        |              |               |               |
|                      |                    |                |              |              |               |               |
| Inscrits             | Inscrits           | Inscrits       | 3172         |              |               |               |
| Votants              | Votants            | Votants        | 2139         |              |               |               |
| Exprimés             |                    |                |              |              |               |               |
| * Conseiller sortant |                    |                |              |              |               |               |

### Arrondissement de Mayenne

#### Canton de Gorron
|                      | Clément-Louis Moreau | Rad. ind. | 1818 |  |  |  |
|                      |                      |           |      |  |  |  |
| Inscrits             |                      |           |      |  |  |  |
| Votants              |                      |           |      |  |  |  |
| Exprimés             |                      |           |      |  |  |  |
| * Conseiller sortant |                      |           |      |  |  |  |

#### Canton d'Ambrières-les-Vallées
|                       | Jules Lebrun * | Rad. Ind. | 1209 |  |  |  |
|                       |                |           |      |  |  |  |
| Inscrits              |                |           |      |  |  |  |
| Votants               |                |           |      |  |  |  |
| Exprimés              |                |           |      |  |  |  |
| * Conseiller sortant. |                |           |      |  |  |  |

#### Canton de Bais
|                      | Alphonse Janvier * | Rép. de G. | 1 426 |  |  |  |
|                      |                    |            |       |  |  |  |
| Inscrits             |                    |            |       |  |  |  |
| Votants              |                    |            |       |  |  |  |
| Exprimés             |                    |            |       |  |  |  |
| * Conseiller sortant |                    |            |       |  |  |  |

#### Canton de Couptrain
|                      | Jean Chaulin-Servinière * | Rad. ind. | 1 308 |  |  |  |
|                      |                           |           |       |  |  |  |
| Inscrits             |                           |           |       |  |  |  |
| Votants              |                           |           |       |  |  |  |
| Exprimés             |                           |           |       |  |  |  |
| * Conseiller sortant |                           |           |       |  |  |  |

#### Canton de Mayenne-Est
|                      | César Léon Chabrun * | Conserv. | 1 366 |  |  |  |
|                      | Dr Poirier           | Rép.ERD  | 713   |  |  |  |
|                      |                      |          |       |  |  |  |
| Inscrits             |                      |          |       |  |  |  |
| Votants              | Votants              | Votants  | 2167  |  |  |  |
| Exprimés             |                      |          |       |  |  |  |
| * Conseiller sortant |                      |          |       |  |  |  |

#### Canton de Mayenne-Ouest
|                       | Gustave Denis * | Rép. de G. | 1 704 |  |  |  |
|                       |                 |            |       |  |  |  |
| Inscrits              |                 |            |       |  |  |  |
| Votants               | Votants         | Votants    | 1980  |  |  |  |
| Exprimés              |                 |            |       |  |  |  |
| * Conseiller sortant. |                 |            |       |  |  |  |

#### Canton du Horps
|                      | Edmond Leblanc * | Rép.ERD-droite | 1 101 |  |  |  |
|                      |                  |                |       |  |  |  |
| Inscrits             |                  |                |       |  |  |  |
| Votants              |                  |                |       |  |  |  |
| Exprimés             |                  |                |       |  |  |  |
| * Conseiller sortant |                  |                |       |  |  |  |

#### Canton de Landivy
|                                                                                     | Arsène Angot ** | Rép.ERD-gauche | 1307 |  |  |  |
|                                                                                     | Durand          | Conserv.       | 702  |  |  |  |
|                                                                                     |                 |                |      |  |  |  |
| Inscrits                                                                            |                 |                |      |  |  |  |
| Votants                                                                             |                 |                |      |  |  |  |
| Exprimés                                                                            |                 |                |      |  |  |  |
| ** En remplacement du siège laissé vacant par le décès d'Édouard-Félix Taillandier. |                 |                |      |  |  |  |

#### Canton de Lassay-les-Châteaux
|                      | Guy de Montjou  | Rép.ERD-droite | 659 |  |  |  |
|                      | Paul Mérienne * | Rad. ind.      | 619 |  |  |  |
|                      |                 |                |     |  |  |  |
| Inscrits             |                 |                |     |  |  |  |
| Votants              |                 |                |     |  |  |  |
| Exprimés             |                 |                |     |  |  |  |
| * Conseiller sortant |                 |                |     |  |  |  |

- L’élection de Guy de Montjou est contestée pour les motifs suivants : Guy de Montjou n’est pas inscrit sur la liste électorale. Il n’est pas inscrit au rôle des Contributions directes. La Cour d'Etat valide l'élection de Guy de Montjou le 11 mars 1921[5].

#### Canton de Pré-en-Pail
|                      | Gustave Buat | Rad. ind. | 1 218 |  |  |  |
|                      |              |           |       |  |  |  |
| Inscrits             |              |           |       |  |  |  |
| Votants              |              |           |       |  |  |  |
| Exprimés             |              |           |       |  |  |  |
| * Conseiller sortant |              |           |       |  |  |  |

#### Canton d'Ernée
|                      | Constant Martin * | Rad. Soc. | 1 770 |  |  |  |
|                      |                   |           |       |  |  |  |
| Inscrits             |                   |           |       |  |  |  |
| Votants              |                   |           |       |  |  |  |
| Exprimés             |                   |           |       |  |  |  |
| * Conseiller sortant |                   |           |       |  |  |  |

#### Canton de Villaines-la-Juhel
|                      | Jules Doitteau | Rad. ind. | 1 161 |  |  |  |
|                      |                |           |       |  |  |  |
| Inscrits             | Inscrits       | Inscrits  | 2734  |  |  |  |
| Votants              | Votants        | Votants   | 1618  |  |  |  |
| Exprimés             |                |           |       |  |  |  |
| * Conseiller sortant |                |           |       |  |  |  |

## Élection partielle durant le mandat
Il y a eu des élections partielles durant ce mandat à la suite des décès de Jules Doitteau, de Camille Lemonnier de Lorière, de Auguste Morillon, de Charles Gandon père, et de Arsène Angot.
| Candidat et parti politique | Candidat et parti politique | Candidat et parti politique | Premier tour | Premier tour | Second tour | Second tour |
| Candidat et parti politique | Candidat et parti politique | Candidat et parti politique | Voix         | %            | Voix        | %           |
| --------------------------- | --------------------------- | --------------------------- | ------------ | ------------ | ----------- | ----------- |
|                             | Ernest Mazure               | Rép.ERD-gauche              | 1546         |              |             |             |
|                             |                             |                             |              |              |             |             |
| Inscrits                    | Inscrits                    | Inscrits                    | 2400         |              |             |             |
| Abstentions                 |                             |                             |              |              |             |             |
| Votants                     | Votants                     | Votants                     | 1 546        |              |             |             |
| Blancs et nuls              |                             |                             |              |              |             |             |
| Exprimés                    |                             |                             |              |              |             |             |

| Candidat et parti politique | Candidat et parti politique | Candidat et parti politique | Premier tour | Premier tour | Second tour | Second tour |
| Candidat et parti politique | Candidat et parti politique | Candidat et parti politique | Voix         | %            | Voix        | %           |
| --------------------------- | --------------------------- | --------------------------- | ------------ | ------------ | ----------- | ----------- |
|                             | Lucien Néré                 | Rép. de G.                  | 1418         |              |             |             |
|                             |                             |                             |              |              |             |             |
| Inscrits                    | Inscrits                    | Inscrits                    | 2467         |              |             |             |
| Abstentions                 |                             |                             |              |              |             |             |
| Votants                     | Votants                     | Votants                     | 1 605        |              |             |             |
| Blancs et nuls              |                             |                             |              |              |             |             |
| Exprimés                    |                             |                             |              |              |             |             |

| Candidat et parti politique | Candidat et parti politique | Candidat et parti politique | Premier tour | Premier tour | Second tour | Second tour |
| Candidat et parti politique | Candidat et parti politique | Candidat et parti politique | Voix         | %            | Voix        | %           |
| --------------------------- | --------------------------- | --------------------------- | ------------ | ------------ | ----------- | ----------- |
|                             | Ferdinand Le Pelletier      | Rép.ERD-gauche              | 1848         |              |             |             |
|                             |                             |                             |              |              |             |             |
| Inscrits                    | Inscrits                    | Inscrits                    | 2993         |              |             |             |
| Abstentions                 |                             |                             |              |              |             |             |
| Votants                     | Votants                     | Votants                     | 2005         |              |             |             |
| Blancs et nuls              | Blancs et nuls              | Blancs et nuls              | 162          |              |             |             |
| Exprimés                    |                             |                             |              |              |             |             |

| Candidat et parti politique | Candidat et parti politique | Candidat et parti politique | Premier tour | Premier tour | Second tour | Second tour |
| Candidat et parti politique | Candidat et parti politique | Candidat et parti politique | Voix         | %            | Voix        | %           |
| --------------------------- | --------------------------- | --------------------------- | ------------ | ------------ | ----------- | ----------- |
|                             | Victor Gazon                | Rép.ERD-gauche              | 1353         |              |             |             |
|                             |                             |                             |              |              |             |             |
| Inscrits                    | Inscrits                    | Inscrits                    | 2242         |              |             |             |
| Abstentions                 |                             |                             |              |              |             |             |
| Votants                     |                             |                             |              |              |             |             |
| Blancs et nuls              |                             |                             |              |              |             |             |
| Exprimés                    |                             |                             |              |              |             |             |

| Candidat et parti politique | Candidat et parti politique | Candidat et parti politique | Premier tour | Premier tour | Second tour | Second tour |
| Candidat et parti politique | Candidat et parti politique | Candidat et parti politique | Voix         | %            | Voix        | %           |
| --------------------------- | --------------------------- | --------------------------- | ------------ | ------------ | ----------- | ----------- |
|                             | Émile Papin                 | Rép.ERD-gauche              | 1356         |              |             |             |
|                             | Henri Guilloux              | Rad. Soc.                   | 927          |              |             |             |
|                             |                             |                             |              |              |             |             |
| Inscrits                    | Inscrits                    | Inscrits                    | 2676         |              |             |             |
| Abstentions                 |                             |                             |              |              |             |             |
| Votants                     | Votants                     | Votants                     | 2365         |              |             |             |
| Blancs et nuls              |                             |                             |              |              |             |             |
| Exprimés                    |                             |                             |              |              |             |             |

## Sources
- La Gazette de Château-Gontier, 21 décembre 1919
- La Mayenne, 16 et 18 décembre 1919
- L’Avenir de la Mayenne, 21 décembre 1919
- Le Nouvelliste de Bretagne, 19 décembre 1919